# 격의불교
격의불교(格義佛敎) 또는 격의(格義)는 불교의 중국 전래 초기인 위진시대(魏晋時代: 220-420)에 나타났던 불교 교리 이해 방법 또는 불교 연구 방법이다. 한문으로 번역된 불교 경전에 기술되어 있는 사상이나 교리를 노장사상(老莊思想)이나 유교사상(儒敎思想) 등의 전통 중국 사상의 개념을 적용하여 비교하고 유추함으로써 이해하려고 하는 방법이다.
예를 들어, 불교 경전인 《반야경(般若經)》에 나오는 "공(空)"에 대해 노장사상의 "무"(無) 개념을 적용하여 그 내용을 해석하고 설명하는 것을 말한다. 죽림칠현이 그 대표적인 인물들이었다. 하지만, 이러한 격의불교로는 불교에 대한 참다운 이해에 도달하지 못한다는 한계가 있었다.
동진(東晉: 317-420) 시대의 고승이었던 도안(道安: 312-385)은 격의불교의 오류를 극복하기 위해 노력하였다. 하지만 그도 격의불교의 폐단을 완전히 극복하지는 못하였는데, 구마라습(鳩摩羅什: 344-413)이 불교 경전을 본래의 뜻에 맞게 바르게 번역한 이후에야 비로소 극복되었다.

## 격의와 현학
위진시대(魏晋時代: 220-420)에는 노장사상에 관한 학문이 성행하여 청담(淸淡)이 유행하였고 특히 노장사상과 유사한 표현 형식을 갖는 《반야경》과 《유마경》이 애독되었다. 그리고 이 경전들을 노장사상과 유교의 역(易)의 사상과 대비하여 연구 토론하는 일이 성행하였다. 그 결과 불교의 공(空)의 의의에 관하여는 본래의 뜻으로부터 멀어진 여러 가지 중국적 해석이 다투어 생겨났다. 이른바 이와 같은 철학적 격의를 특히 현학(玄學)이라 부른다.

## 격의불교의 극복
동진(東晉: 317-420) 시대의 고승으로 초기 중국 불교를 대표하는 승려인 도안(道安: 312-385)은 격의불교의 오류를 깨닫고 이를 바로 잡으려고 노력하였다. 그는 불교는 불교 자체의 입장에서 연구해야 한다고 주장하였다. 도안은 그때까지 내려오던 격의불교의 오류를 반성하고 《반야경》의 여러 다른 번역본을 비교 대조함으로써 참다운 뜻에 이르도록 노력하였다. 하지만 도안도 격의불교의 폐단을 완전히 극복하지는 못하였다.
《반야경》 등의 본의(本義)가 잘못됨이 없이 이해되기 시작한 것은 구마라습(鳩摩羅什)이 장안에 들어와 공관불교(空觀佛敎)의 경전들을 올바르게 번역하고 그 교리를 소개한 이후부터였다.

## 참고 문헌
- 이 문서에는 다음커뮤니케이션(현 카카오)에서 GFDL 또는 CC-SA 라이선스로 배포한 글로벌 세계대백과사전의 내용을 기초로 작성된 글이 포함되어 있습니다.